# 鹿児島県の図書館一覧
鹿児島県の図書館一覧（かごしまけんのとしょかんいちらん）は、鹿児島県内にある公立図書館・図書室及び学校図書館（大学・短期大学・高等専門学校に限る）の図書館を市郡別にまとめた一覧である。

## 鹿児島市

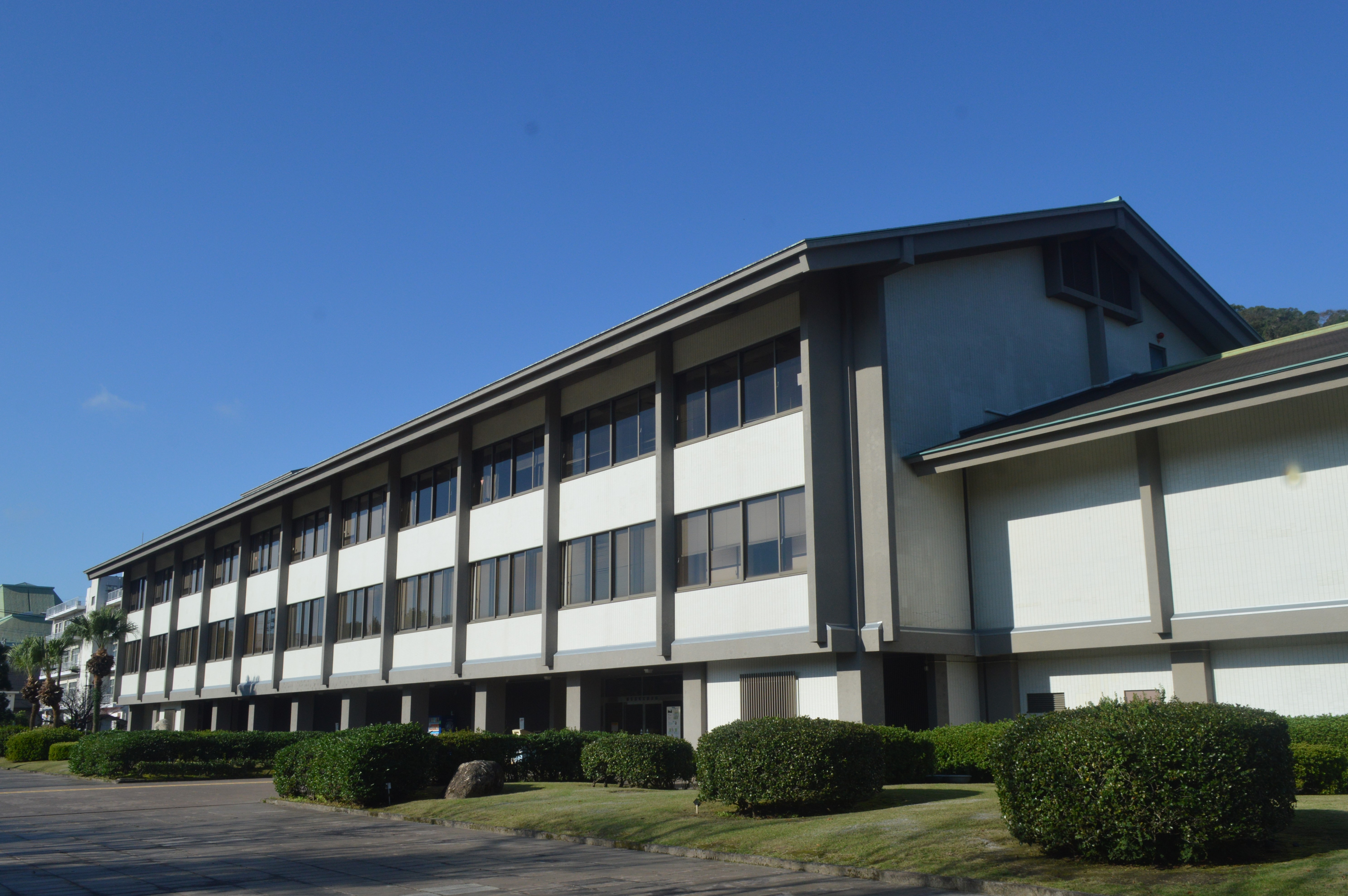
鹿児島県立図書館

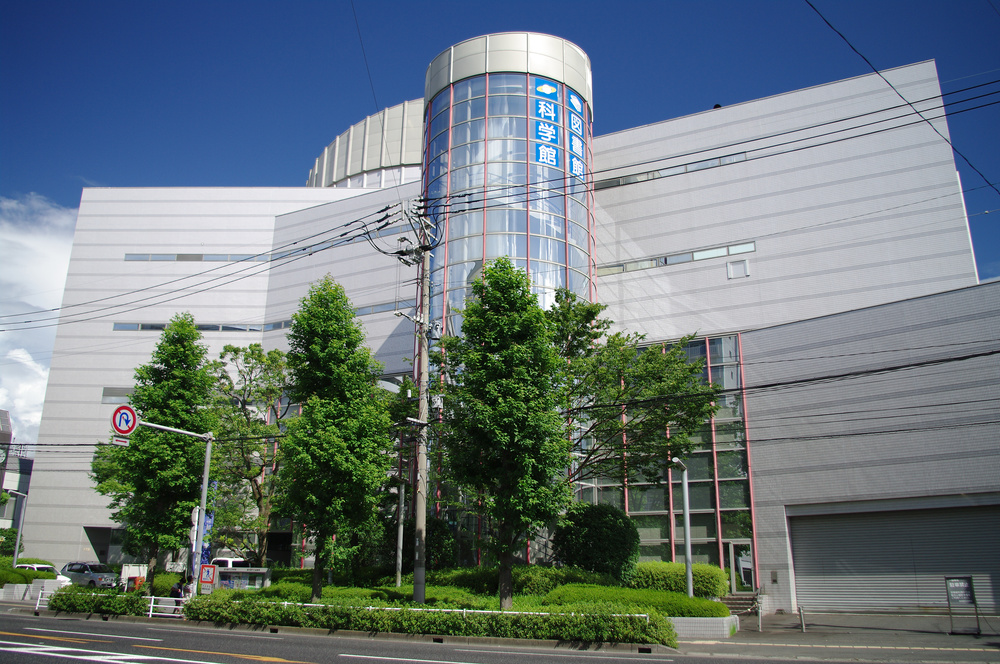
鹿児島市立図書館

公立図書館
- 鹿児島県立図書館
- 鹿児島市立図書館
  - 谷山市民会館図書室
  - 城西公民館図書室
  - 伊敷公民館図書室
  - 吉野公民館図書室
  - 武・田上公民館図書室
  - 東桜島公民館図書室
  - 谷山北公民館図書室
  - 吉田公民館図書室
  - 桜島公民館図書室
  - 喜入公民館図書室
  - 松元公民館図書室
  - 郡山公民館図書室

大学図書館
- 鹿児島大学附属図書館
- 志學館大学図書館
- 鹿児島国際大学図書館

短期大学図書館
- 鹿児島県立短期大学附属図書館
- 鹿児島純心女子短期大学図書館
- 鹿児島女子短期大学図書館

## 鹿屋市

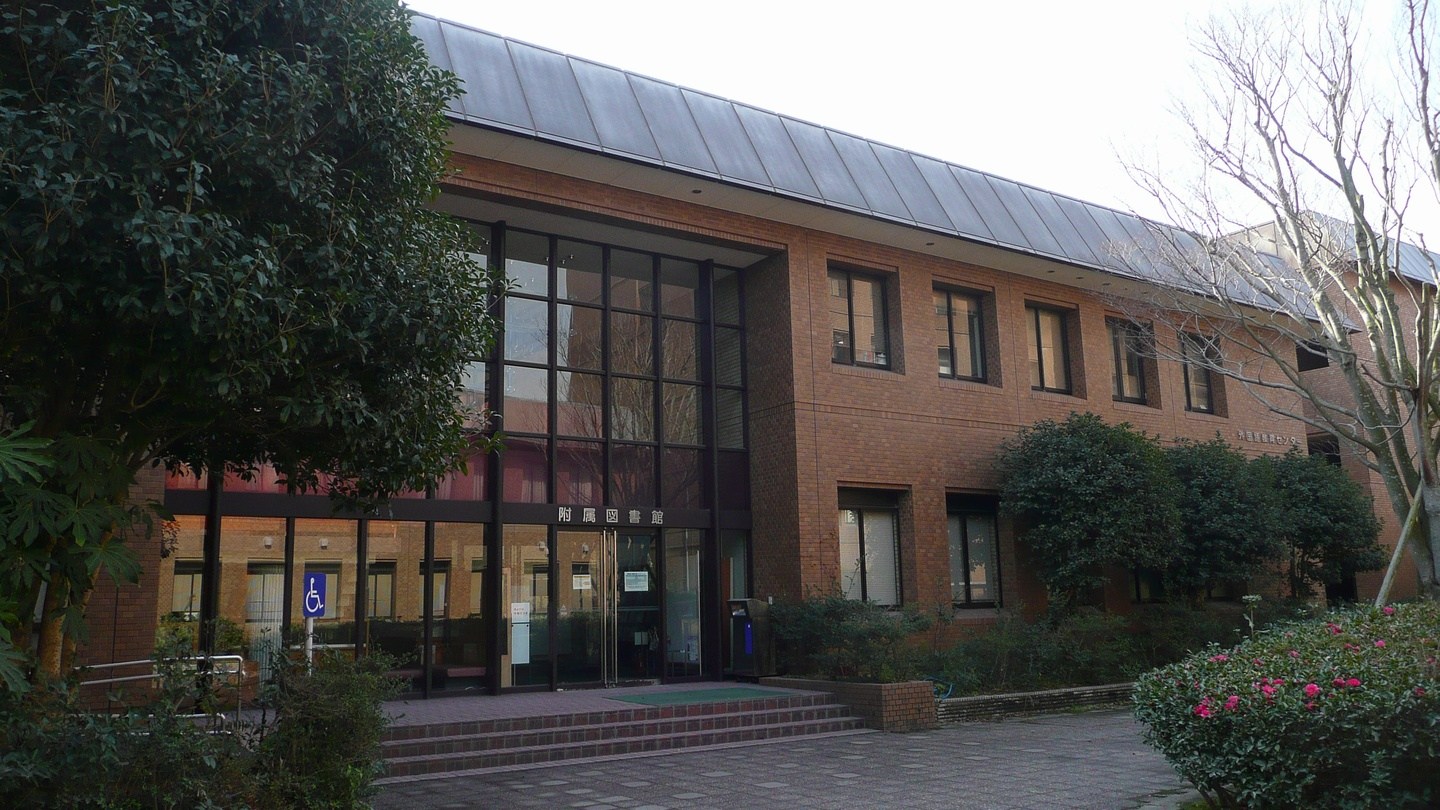
鹿屋体育大学附属図書館

公立図書館
- 鹿屋市立図書館

大学図書館
- 鹿屋体育大学附属図書館

## 枕崎市
公立図書館
- 枕崎市立図書館

## 阿久根市
公立図書館
- 阿久根市立図書館

## 出水市

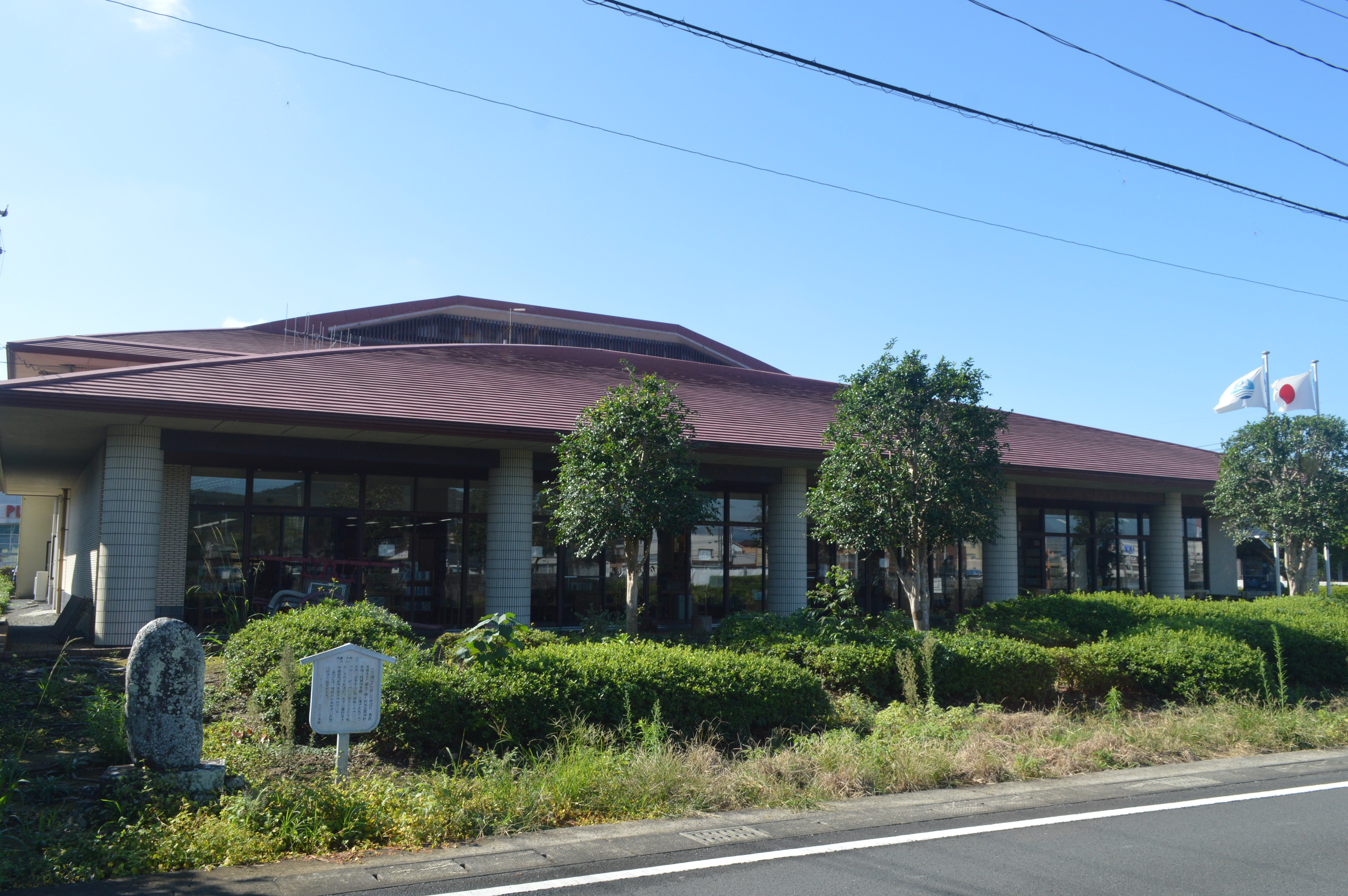
出水市立中央図書館

公立図書館
- 出水市立図書館
  - 出水市立中央図書館
  - 出水市立高尾野図書館
  - 出水市立野田図書館

## 指宿市

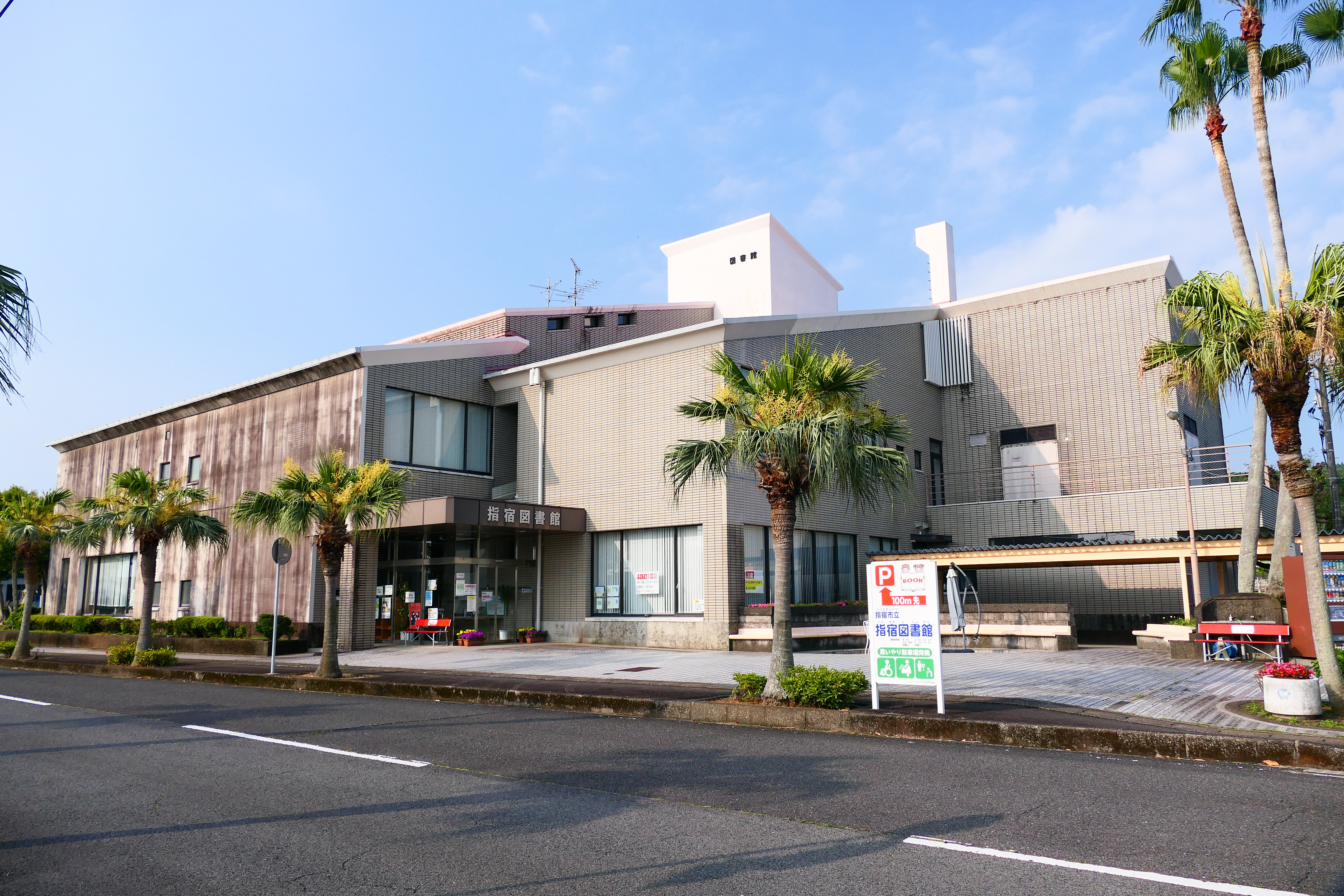
指宿図書館

公立図書館
- 指宿市立図書館
  - 指宿図書館
  - 山川図書館

## 西之表市
公立図書館
- 西之表市立図書館

## 垂水市
公立図書館
- 垂水市立図書館

## 薩摩川内市

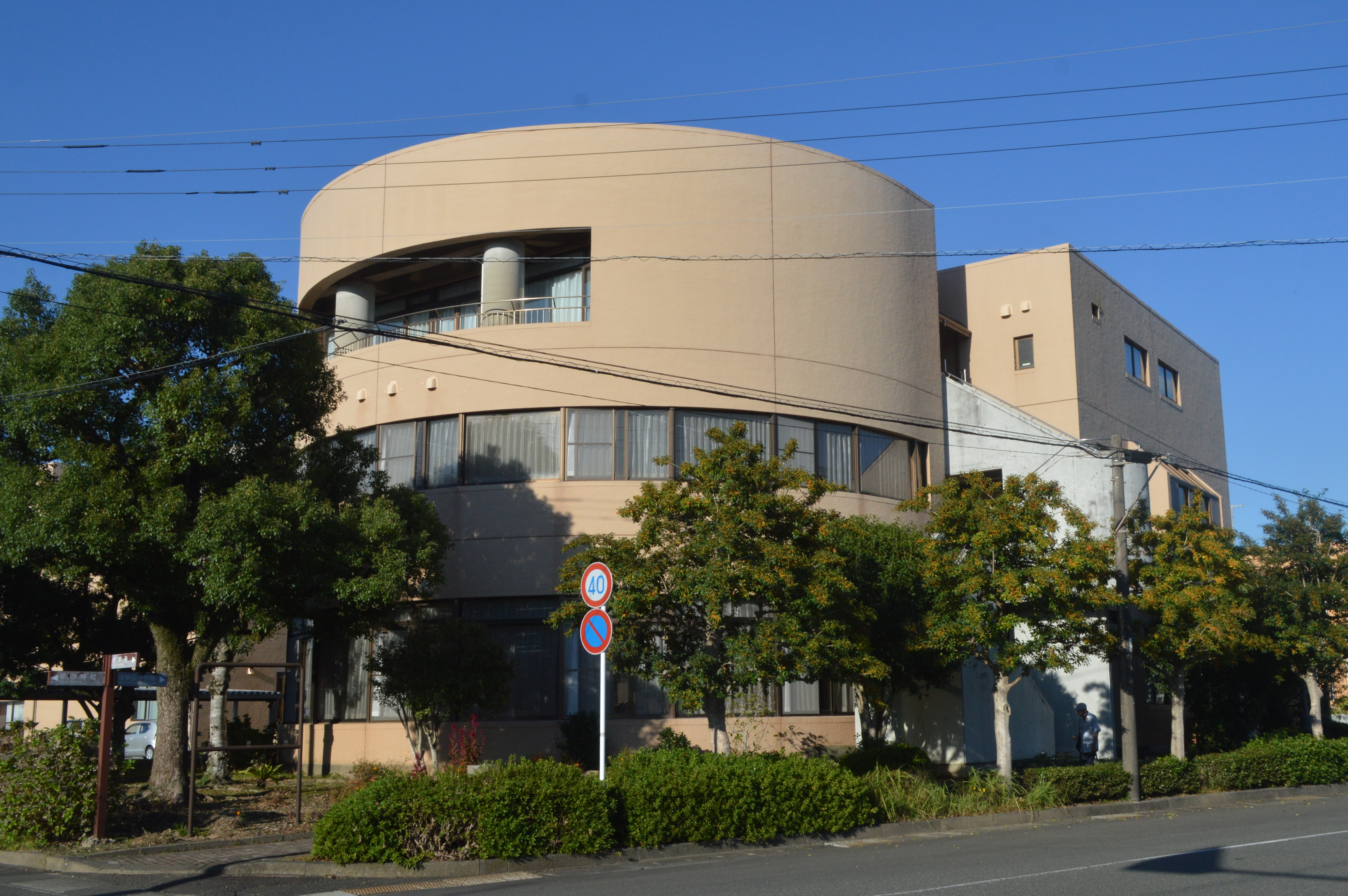
薩摩川内市立中央図書館

公立図書館
- 薩摩川内市立図書館
  - 薩摩川内市立中央図書館
  - 薩摩川内市立図書館樋脇分館
  - 薩摩川内市立図書館入来分館
  - 薩摩川内市立図書館東郷分館
  - 薩摩川内市立図書館祁答院分館
  - 薩摩川内市立図書館里分館
  - 薩摩川内市立図書館上甑分館
  - 薩摩川内市立図書館下甑分館
  - 薩摩川内市立図書館鹿島分館

大学図書館
- 鹿児島純心女子大学附属図書館

## 日置市
公立図書館
- 日置市立図書館
  - 日置市立中央図書館
    - 日置市立中央図書館日吉分館

  - 日置市立東市来図書館
  - 日置市立ふきあげ図書館

## 曽於市
公立図書館
- 曽於市立図書館
  - 曽於市立図書館大隅分館
  - 曽於市立図書館財部分館

## 霧島市
公立図書館
- 霧島市立図書館
  - 霧島市立国分図書館
  - 霧島市立隼人図書館
  - 霧島市立溝辺図書室
  - 霧島市立横川図書室
  - 霧島市立牧園図書室
  - 霧島市立霧島図書室
  - 霧島市立福山図書室

大学図書館
- 第一工業大学附属図書館

短期大学図書館
- 第一幼児教育短期大学図書館

高等専門学校図書館
- 鹿児島工業高等専門学校図書館

## いちき串木野市
公立図書館
- いちき串木野市立図書館
  - いちき串木野市立図書館市来分館

## 南さつま市
公立図書館
- 南さつま市立図書館
  - 南さつま市立中央図書館
  - 南さつま市立笠沙図書館
  - 南さつま市立大浦図書館
  - 南さつま市立坊津図書館
  - 南さつま市立金峰図書館

## 志布志市
公立図書館
- 志布志市立図書館
  - 志布志市立図書館松山分館
  - 志布志市立図書館志布志分館
  - 志布志市立図書館香月分館
  - 志布志市立図書館安楽分館
  - 志布志市立図書館有明分館

## 奄美市

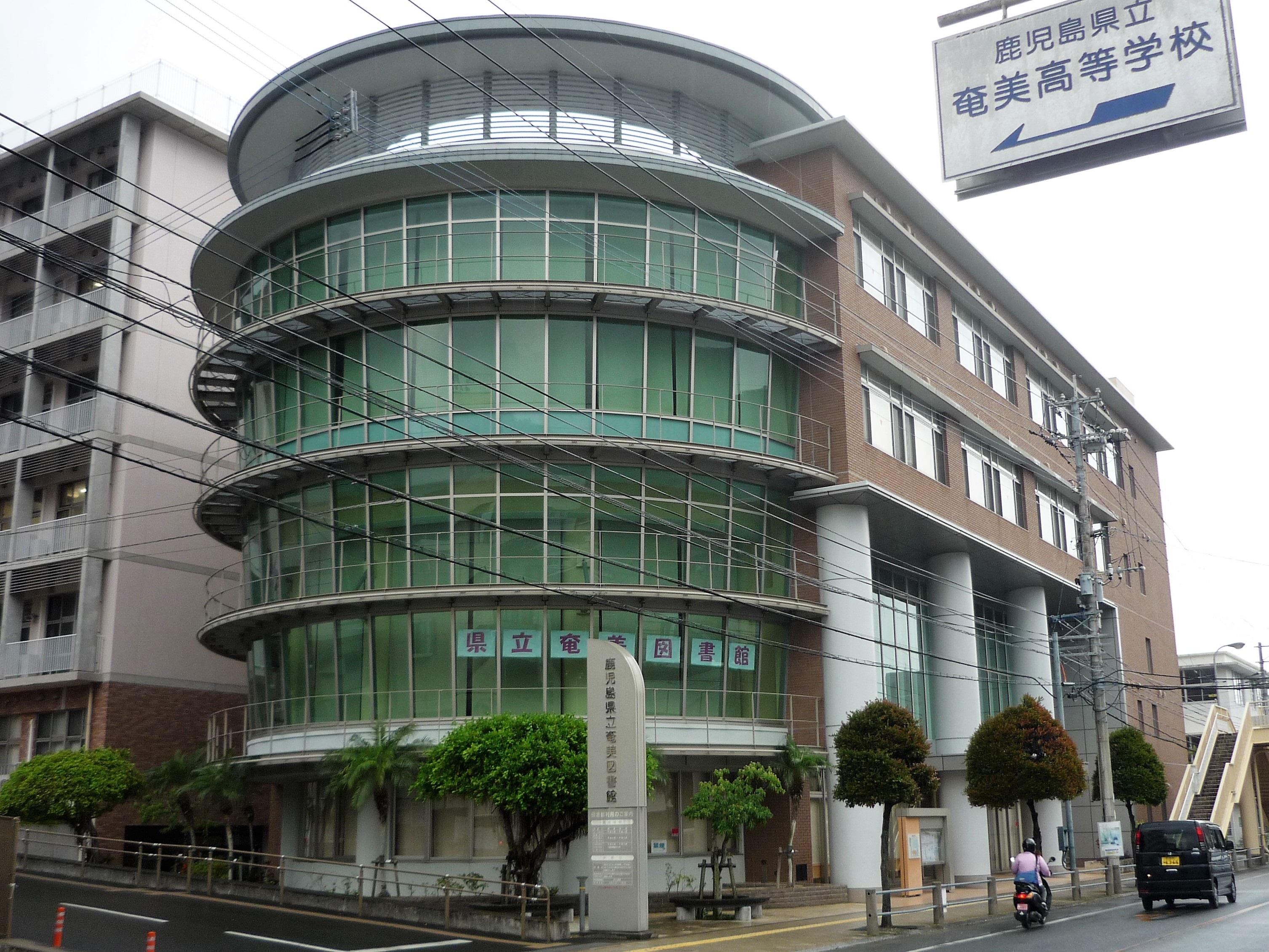
鹿児島県立奄美図書館

公立図書館
- 鹿児島県立奄美図書館
- 奄美市名瀬公民館図書室
- 奄美市住用公民館図書室
- 奄美市笠利公民館図書室

## 南九州市
公立図書館
- 南九州市立図書館
  - 南九州市立頴娃図書館
  - 南九州市立知覧図書館

## 伊佐市
公立図書館
- 伊佐市立図書館
  - 伊佐市立大口図書館
  - 伊佐市立菱刈図書館

## 姶良市

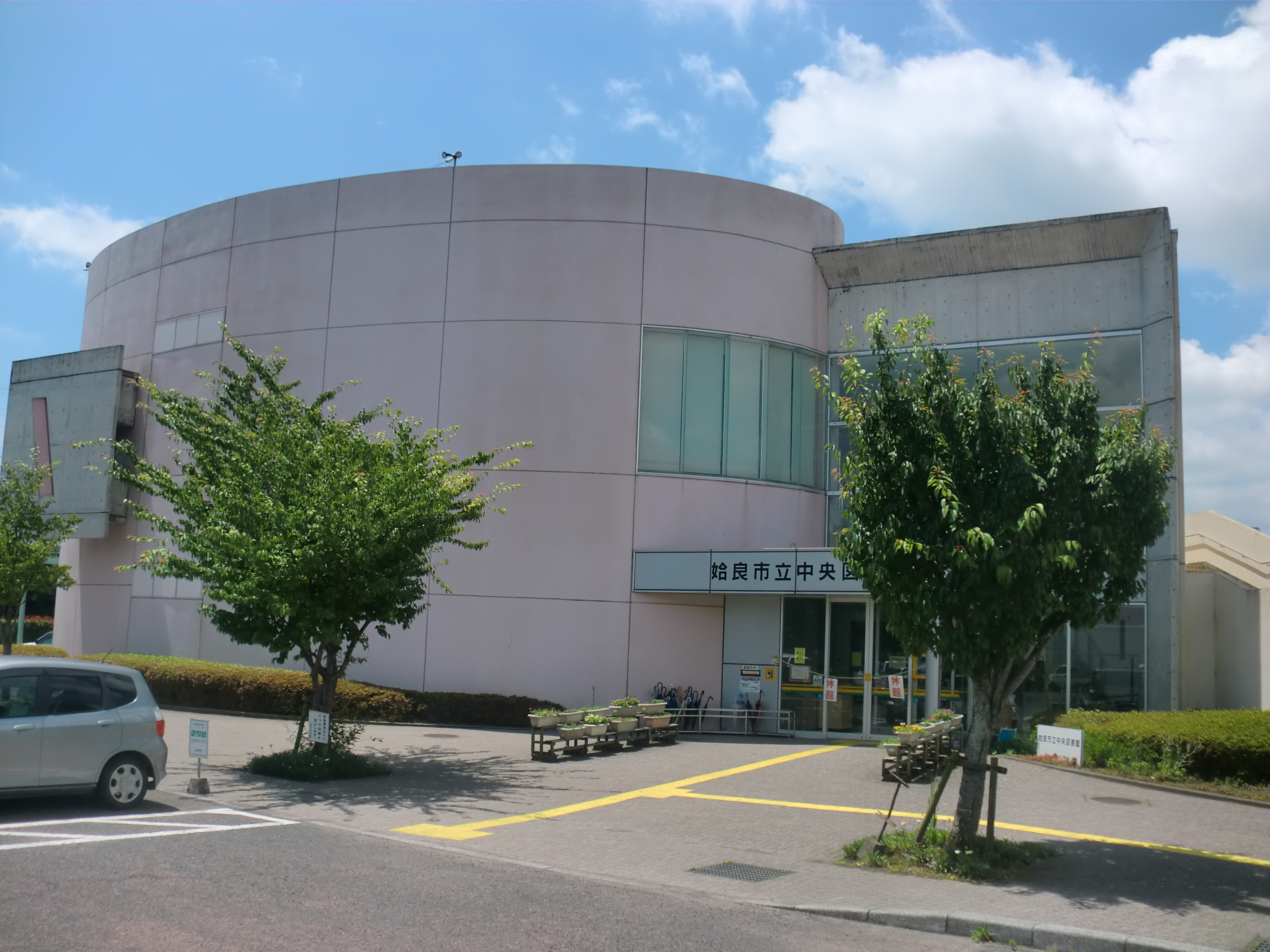
姶良市立中央図書館

公立図書館
- 姶良市立図書館
  - 姶良市立中央図書館
  - 加治木図書館
  - 蒲生公民館図書室
  - 姶良公民館図書室
  - 山田地区公民館図書室
  - 帖佐地区公民館図書室
  - 松原地区公民館図書室
  - 重富地区公民館図書室
  - 脇元地区公民館図書室

## 鹿児島郡
公立図書館
- セブン・アイランド移動図書館（十島村）
- 三島開発総合センター図書コーナー（三島村）

## 薩摩郡
公立図書館
- 屋地楽習館図書室（さつま町）
- 鶴田中央公民館図書館（さつま町）
- こども図書館えほんの森（さつま町）

## 出水郡
公立図書館
- 長島町立図書館
  - 長島町立指江図書館
  - 長島町立鷹巣図書館

## 姶良郡
公立図書館
- 湧水町くりの図書館

## 曽於郡
公立図書館
- 大崎町立図書館

## 肝属郡
公立図書館
- 文化センター内図書室（肝付町）
- 銀河アリーナ内図書館（肝付町）
- 錦江町文化センター図書室（錦江町）
- 錦江町中央公民館田代分館図書室（錦江町）
- 南大隅町根占図書館（南大隅町）
  - 南大隅町根占図書館佐多分館（南大隅町）

## 熊毛郡
公立図書館
- 南種子町立図書館（南種子町）
- 宮之浦図書室（屋久島町）
- 尾之間図書室（屋久島町）

## 大島郡
公立図書館
- 瀬戸内町立図書館（瀬戸内町）
- 喜界町図書館（喜界町）
- 徳之島町立図書館（徳之島町）
- 天城町立図書館（天城町）
- 和泊町立図書館（和泊町）
- 知名町立図書館（知名町）
- 与論町立図書館（与論町）